# Mikstat
Mikstat (pol. hist. Komorów , niem. Mixstadt) – miasto w woj. wielkopolskim, w powiecie ostrzeszowskim. Siedziba gminy miejsko-wiejskiej Mikstat.

## Położenie
Mikstat leży w odległości około 10 km od Ostrzeszowa i około 25 km od Ostrowa Wielkopolskiego. Przez miasto przechodzi droga wojewódzka nr 447: Antonin-Grabów nad Prosną. Miasto leży na wysokości 180–200 m nad poziomem morza na Wzgórzach Ostrzeszowskich.

## Historia
Miejscowość historycznie należy do ziemi wieluńskiej i pierwotnie związana była z Wielkopolską oraz Śląskiem. Ma metrykę średniowieczną i istnieje co najmniej od XIV wieku. Prawdopodobnie istniała jednak wcześniej. Pierwsza pewna wzmianka w dokumencie zapisanym po łacinie w 1366 gdzie wymieniono ją jako „Comorow zwany Mixstad, Mikestat". Pierwotnie miasto nazywało się więc Komorów, a nazwa ta wywodzi się od pobliskiej wsi .
Mikstat nosił początkowo nazwę Mixstadt (niem. Mücke – „komar”, Stadt – „miasto”). Uzyskał lokację miejską przed 1366 rokiem. W końcu XVI wieku był miastem królewskim w tenucie grabowskiej w powiecie ostrzeszowskim województwa sieradzkiego w Rzeczypospolitej Obojga Narodów.
Prawa miejskie otrzymał około roku 1366. Wydano wówczas przywilej, w którym Janko – syn Mikołaja Zaremby, pan i dziedzic na Komorowie – sprzedaje Piotrowi za 11,5 grzywny wójtostwo w mieście Komorowie, zwanym po niemiecku Mixstadt, dając mu 3 łany, trzeci denar, role na pobudowanie łaźni i młyna na rzece koło miasta, prawo wypasu bydła oraz małe polowanie. Według dokumentu miał on płacić 1 grzywnę czynszu i mógł posługiwać się prawem średzkim. W 1391 Władysław Opolczyk zwolnił miasto na 5 lat od wszelkich opłat z powodu szkód wyrządzonych przez pożar oraz zezwolił rajcom sprzedawać sól. W 1429 w obrębie 2 mili od miasta sól mogli sprzedawać tylko mieszczanie. 
Miasto, w wyniku następnego pożaru, uległo zniszczeniu w 1478, po czym przystąpiono do jego odbudowy. Powtórny akt lokacyjny został wydany przez Zygmunta I Starego w 1528 roku, ustanawiając jednocześnie targi w czwartki, co przyczyniło się do ożywienia gospodarczego w mieście. W 1546 nadał dwa jarmarki na św. Trójcę i św. Mikołaja oraz targi w poniedziałki. W 1548 do miasta należała posiadłość Siedlec. W 1552 król zezwolił na inkorporację wójtostwa do miasta .
W 1563 miejscowość leżała w dystrykcie ostrzeszowskim. Dokumenty wymieniają 13 rzemieślników płacących po 4 grosze podatku. Miejscowość uiszczała także szos w wysokości 3 florenów i 6 groszy. W 1564 miasteczko leżało w starostwie grabowskim. Z 12 łanów płacono po 24 groszy, a z dwóch kolejnych po jednym florenie i 6 groszy. Z  domów oprócz 7 właścicieli mieszkańcy płacili ogółem 22 floreny i 2 grosze. Mieszczanie zobowiązani byli także do "poprawiania 1/3 parkanu zamku grabowskiego, a gonciarze dawać tamże co 10 kopę". W 1590 Zygmunt III Waza nadaje miastu przywilej na cztery jarmarki w roku. W 1619 mieszczanie założyli w mieście szpital . Mikstat został spustoszony podczas potopu szwedzkiego w 1655. .
Po rozbiorach Polski miejscowość znalazła się w zaborze pruskim. Jako miasto leżące w powiecie ostrzeszowskim wymienia ją XIX wieczny Słownik geograficzny Królestwa Polskiego. Było siedzibą komisarza obwodowego, sądu okręgowego w Ostrzeszowie - w mieście odbywały się roki sądowe. W miejscowości znajdowała się agentura poczty i telegrafu, "poczta listowa" oraz gościniec. Funkcjonowała kilkuklasowa szkoła elementarna. Swoje siedziby miały stowarzyszenia: Polskie Stowarzyszenie Pożyczkowe, mające przeszło 400 członków oraz Towarzystwo Rolnicze Polskie, czyli kółko włościańskie w Kozłowie. W 1811 miasto miało 135 domów oraz 921 mieszkańców. W 1837 mieszkało w nim już 1280 mieszkańców. Było wówczas własnością spadkobierców hrabiego Atanazego Raczyńskiego. Mieszkańcy zajmowali się głównie rolnictwem i chowem bydła.
Od czasów zaborów stopniowo tracił na znaczeniu. W powstaniu wielkopolskim ochotnicy z Mikstatu wzięli udział w walkach pod Kobylą Górą.

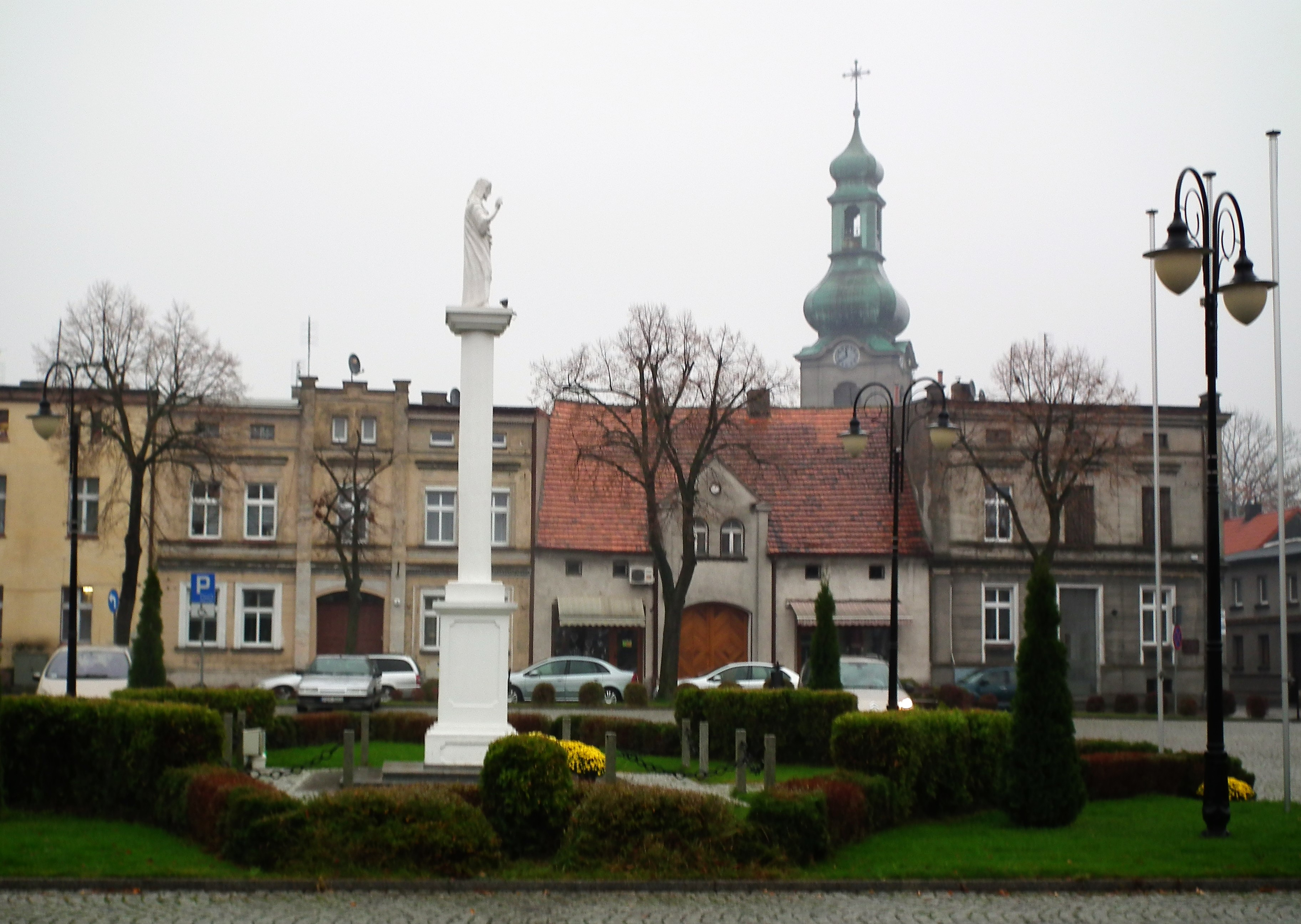
Mikstacki Rynek

W 1942 roku landrat ostrowski podjął decyzję o przesiedleniu w okolicę miasta ok. 2000 Polaków (tzw.Polenreservat) – robotników przymusowych. W 1943 akcję zarzucono. Obecnie związany z powiatem ostrzeszowskim, w przeszłości także z powiatem ostrowskim (1934–1955) i kępińskim (przed 1934 – przejściowo należał do niego Ostrzeszów wraz z okolicami). W latach 1954–1972 miasto nie należało, ale było siedzibą władz gromady Mikstat. W latach 1975–1998 miasto administracyjnie należało do woj. kaliskiego.

## Herb miasta
Herbem miasta są dwie białe lilie ze złotą przepaską na czerwonym tle.

## Demografia
- Piramida wieku mieszkańców Mikstatu w 2014 roku[2]. Według danych z 31 grudnia 2014 miasto liczyło 1884 mieszkańców[11]. Narodowy Spis Powszechny z 2021 określił liczbę mieszkańców na 1743, co oznacza spadek 8,6% w stosunku do danych z poprzedniego spisu z 2011 (1906 osób)[12].

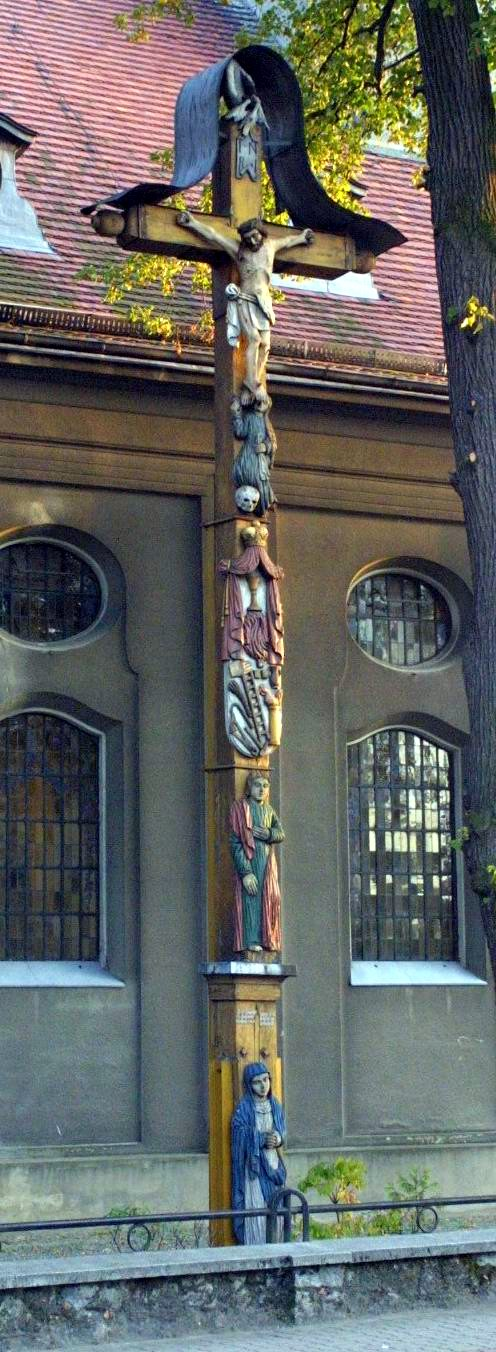
Krzyż Pawła Brylińskiego

## Zabytki
- układ urbanistyczny i warstwy archeologiczne z XIV wieku[13]
- kościół na cmentarzu grzebalnym noszący wezwanie świętego Rocha, drewniany, o konstrukcji zrębowej, kryty gontem, pochodzi z 1788 roku[1]. Ochronie jako zabytek podlega również cmentarz[13].
- kościół parafialny świętej Trójcy z lat 1913–1914[13] lub 1914-1918[1], neobarokowy, projektu Rogera Sławskiego[1], sklepienie z dekoracją stiukową.
  - zabytkowy cmentarz przy kościele św. Trójcy[13]
- plebania[13]

Z II połowy XIX wieku pochodzi krzyż przydrożny z rzeźbami Pawła Brylińskiego, ustawiony przy kościele parafialnym.

## Przyroda
- Obszar Chronionego Krajobrazu Wzgórza Ostrzeszowskie i Kotlina Odolanowska.
- Najgrubszy buk w Lasach Państwowych rośnie w nadleśnictwie Przedborów, w leśnictwie Wanda[14].